# Haworthia fukuyae
Haworthia fukuyae là một loài thực vật có hoa trong họ Măng tây. Loài này được M.Hayashi mô tả khoa học đầu tiên năm 2007.